# Ведерников, Тимур Владимирович
Тиму́р Влади́мирович Веде́рников (род. 14 января 1974, Джизакская область) — российский музыкант-мультиинструменталист (гитара, слайдовая гитара добро, губная гармоника, ударные), певец, композитор, аранжировщик, продюсер.

## Биография
Родился 14 января 1974 года в селе Койташ Галляаральского района Джизакской области Узбекской ССР. Детство провёл в Самарканде. Победитель всесоюзных олимпиад по физике. Школьником начал учиться игре на всевозможных инструментах: банджо, мандолина, дутар, рубаб. В 1985—1987 был барабанщиком в детском ансамбле при Самаркандском спиртоводочном заводе. Тогда же началось его увлечение авторской песней в клубе «Доминанта» под руководством Натальи Нестеренко. В возрасте 16 лет Ведерников в дуэте с Шухратом Хусаиновым стал лауреатом Грушинского фестиваля.
Был лауреатом Норильского, Чимганского, Ташкентского фестивалей авторской песни. По окончании средней школы приехал в Москву поступать в МФТИ, но поступил в Горный институт. Играл в команде КВН «Магма».

## Семья
Мать — Асанова Алие Амзаевна (1952—2011). Работала учителем, в последние годы жизни начала писать стихи и песни. Посмертно Ведерниковым был издан сборник её стихов «Поздняя любовь».
Отец — Ведерников Владимир Николаевич (1950). Инженер-изобретатель. Эксперт по сертификации высоковольтного оборудования и электротехники.
В 1994 году в браке с Ольгой Гусинской у Ведерникова родилась дочь Екатерина.
В июне 2011 года Ведерников женился на певице Екатерине Котёночкиной, дочери аниматора Алексея Котёночкина. 14 июля 2012 года родился сын Мартин.

## Творческая карьера

### Ранние годы
- Во время учебы в Горном институте Ведерников познакомился с музыкантами группы «Кукуруза» Андреем Шепелёвым, впоследствии пригласившим его создать вместе группу «ГрАссМейстер», а также Сергеем Мосоловым, Ириной Суриной и Андреем Барановым. Это знакомство во многом предопределило дальнейшие музыкальные пристрастия Ведерникова.
- После третьего семестра он оставил институт и на протяжении года был уличным музыкантом, играл на Арбате в составе группы «Ян Блин Бэнд», в кафе, барах и клубах.
- В 1992—1994 годах был гитаристом в кантри-рок группе «Сергей и Бродяги».

### Группа «ГрАссМейстер»
- 1994 — лидер группы «Кукуруза» Андрей Шепелёв, незадолго до этого покинувший коллектив, предложил Ведерникову совместно с Михаилом Маховичем (мандолина) и Олегом Ивахненко (бас-гитара) создать коллектив с авторским репертуаром «ГрАссМейстер».
- 1995 — группой «ГрАссМейстер» совместно с Андреем Барановым был записан альбом гитарной музыки «Капитан Морган. Мамакабо». С этого момента и вплоть до гибели Баранова в 2003 году Ведерников сотрудничал c Барановым.
- 1996 — на студии «Мороз-records» был выпущен первый альбом группы «Трава по пояс».
- 1997 — группой «ГрАссМейстер» совместно с бардом Тимуром Шаовым был записан альбом «От Бодлера до борделя».
- 1998 — выпущено концертное видео группы в серии «Живая коллекция» на студии «СОЮЗ».

Группа «ГрАссМейстер» становилась победителем европейского фестиваля кантри-музыки «Country-picnic Mrangovo».

### Участие в мюзиклах
В 1997 году Ведерников стал победителем первого телевизионного конкурса вокалистов «Лестница в небо» на канале РТР. Здесь он познакомился со своими будущими коллегами по работе в мюзиклах Владимиром Дыбским, Теоной Дольниковой и другими.
1998—2000 — принимал участие в мюзикле «Метро», играл роль Наркомана. Эта роль была специально написана под русскую версию мюзикла.
2002—2006 — играл роль Квазимодо в мюзикле «Нотр-Дам де Пари»

### Сольная карьера
В 2001 году организовал собственную домашнюю студию и начал заниматься аранжировками, изготовлением рекламных аудиороликов, а также увлёкся звукорежиссурой.
С 2004 года стал регулярным участником концертов памяти Юрия Визбора, с 2009 года возглавил творческий коллектив, занимающийся аранжировками и аккомпанементом на ежегодных концертах в день рождения Булата Окуджавы на даче в Переделкино на канале «Культура». С тех пор сотрудничает с каналом.
В 2007 году покинул группу «ГрАссМейстер» и занялся сольной карьерой. В 2009 году музыкальный коллектив под руководством Тимура Ведерникова (в составе: Сергей Шитов, Юрий Медяник, Антон Дашкин, Анатолий Мачуленко, Артем Федотов, Алексей Заволокин) аккомпанировал всем участникам телевизионной передачи канала Россия в передаче «Лучшие годы нашей жизни» с ведущим Юрием Стояновым.
Продюсерский центр Тимура Ведерникова — TIMMUSIC.
В 2004 году в память о своем друге, Андрее Баранове, который мечтал создать музыкальный фестиваль, Ведерников организовал первый фестиваль МАМАКАБО на родине Баранова в Волжске.
В 2017 году Ведерников был приглашен в качестве режиссёра-постановщика и продюсера на Фестиваль еврейской культуры в Биробиджане.

## Творческие союзы и участие в творческих коллективах
Сотрудничал со следующими музыкантами, актёрами, певцами: Андрей Макаревич, Алексей Иващенко, Ирина Сурина, Роман Ланкин, Евгений Маргулис, Юрий Шевчук, Дмитрий Харатьян, Сергей Чиграков, Олег Митяев, Юрий Лоза, Владимир Качан, Аркадий Укупник, Лариса Брохман, Игорь Кулик, Михаил Мишурис, Николай Садиков, Михаил Соколовский, Гия Дзагнидзе, Григорий Лепс, Александр Домогаров.

### Проекты
- Проекты братьев Запашных «Волшебник изумрудного города», «Легенда», «Кукла» — продюсирование и запись вокальных партий.
- Организатор и музыкальный руководитель музыкального оркестра в проекте народного артиста России Александра Домогарова «Мои времена года».[4]
- «Оскар Кучера и „BAND’R“» (2012−2013) — организатор, музыкальный руководитель и гитарист музыкальной группы популярного актёра кино и шоумена Оскара Кучеры.
- «А мне Одесса — девочка!» (позднее — «ОдеSSитка»[5]) — совместный проект Ирины Апексимовой и Тимура Ведерникова, составленный из популярных одесских песен.
- «Мамины песни» — концертная программа Ирины Суриной и Тимура Ведерникова из песен времён детства, юности и молодости наших мам.
- «Два часа счастья» — совместная импровизационная программа Тимура Ведерникова (гитара, вокал, весёлые истории) и Сергея Шитова (кларнет, шейкер, тонкий юмор). В проекте — песни С. Трофимова, А. Иващенко, А. Козловского, М. Леонидова.
- ТВ-Бэнд / «Тимур и его команда» / «ТазикоFF-band» / «МАМАКАБО-Band» — Тимур Ведерников, Сергей Шитов, Александр Родовский, Александр Прокопович, Алексей Максимов, Дмитрий Честных, Артём Федотов, Андрей Ковалёв, Дмитрий Толпегов в музыкальной импровизационной программе.
- «Люди в белом» — экспериментально-импровизированная программа Тимура Ведерникова и Алексея Иващенко. В репертуаре — бразильские боссановы, арии из мюзиклов и просто замечательные песни.
- «Песни взрослых девочек» — авторский проект Тимура Ведерникова, Ирины Суриной и поэтессы Елены Исаевой.
- Совместный проект в стиле шансон с Валентином Кубой.
- Совместный проект с Тимуром Родригезом.
- «Любовь с оркестром» — сольная программа в стиле ретро.
- Музыкант стал автором идеи проекта «10 песен атомных городов», который объединил более 400 музыкантов — профессионалов и любителей, самых разных возрастов (от 4 до 92 лет) и профессий, живущих и работающих в 18 городах России. Съёмки проходили три месяца, было отснято более ста часов музыкального материала, из которого будут смонтированы десять клипов. Премьера первой ласточки проекта — песни «Этот мир придуман не нами» состоялась 1 декабря 2017 года. А 11 декабря состоялась премьера кавер-версии песни группы «Секрет» «Последний час декабря» из альбома «Секрет» (1987)[6].

## Работы на ТВ
В 2011 году был ведущим детской музыкальной передачи «Шишкина школа» на телеканале «Радость моя» (Тимур Мажорыч).
С 2021 года является постоянным участником музыкальных передач «Привет, Андрей!» и «Песни от всей души» на телеканале «Россия».

## Дискография
- 2013 — Тимур Ведерников «ПОЁМ» (в сотрудничестве с Игорем Мещериным и Михаилом Додоновым)
- 2010 — Валентин Куба и Тимур Ведерников «Махнем не глядя. Песни Победы»
- 2009 — Тимур Ведерников и Сергей Шитов «Два часа счастья. Избранное»
- 2009 — «Машинопись» (трибьют к 40-летию группы «Машина времени») — Ирина Сурина и Тимур Ведерников «Всегда одинок»
- 2008 — сборник «Пой, парень, пой!» (песни Бориса Кинера) — Тимур Ведерников «Гватемалец»

В составе «ГрАссМейстер» Ведерников принимал участие в записи следующих альбомов (вокал, гитара, добро, аранжировки):
- 2006 — «Инструментальный альбом»
- 2004 — «Лучшие партии»
- 2003 — «Поехали, Дункель» с Андреем Козловским
- 2002 — «Деревянный рок-н-ролл»
- 2001 — «Знакомая романтика» с Галиной Хомчик
- 2000 — «Время цветов»
- 1996 — «Трава по пояс»

Диски, записанные на студии TIMMUSIC:
- 2017 — Ирина Сурина «Не грусти»
- 2016 — Тимур Ведерников «Дорога на Берлин»
- 2016 — Катя Котеночкина «Город детства»
- 2016 — Валентин Куба «Времена года»
- 2015 — Тимур Ведерников «Нам нужна одна победа», официальный диск 70-го Парада Победы на Красной Площади[10]
- 2015 — Тимур Ведерников «Моя музыка из кинофильмов»

## Фильмография
Тимуром Ведерниковым была написана музыка к фильмам, телесериалам и мультфильмам:
- 2017 — «Хоботёнок».
- 2016 — «Протополь».
- 2015 — «Радость».
- 2015 — «Мама-цапля».
- 2014 — «Поросенок».
- 2014 — «Анна» («Жена егеря»).
- 2014 — «Курица».
- 2014 — «10 друзей кролика».
- 2013 — «Женский день».
- 2013 — «У Вас будет ребенок».
- 2013 — «Всё будет хорошо».
- 2012 — сериал «Однолюбы».
- 2006 — «Бухта Филиппа».